# Clash of Champions (2019)
L'édition 2019 de Clash of Champions est un Premium Live Event de catch (lutte professionnelle) produit par la World Wrestling Entertainment, une fédération de catch américaine, qui est télédiffusée et visible en paiement à la séance sur le WWE Network. L'événement a eu lieu le 15 septembre 2019 au Spectrum Center Charlotte (Caroline du Nord). Il s'agit de la 3e et avant-dernière édition de Clash of Champions.

## Contexte
Les spectacles de la World Wrestling Entertainment (WWE) sont constitués de matchs aux résultats prédéterminés par les scénaristes de la WWE. Ces rencontres sont justifiées par des storylines – une rivalité avec un catcheur, la plupart du temps – ou par des qualifications survenues dans les shows de la WWE tels que Raw et SmackDown. Tous les catcheurs possèdent une gimmick, c'est-à-dire qu'ils incarnent un personnage gentil (Face) ou méchant (Heel), qui évolue au fil des rencontres. Un événement comme Clash of Champions est donc un événement tournant pour les différentes storylines en cours,.

## Tableau des matchs
| Ordre par numéros | Résultat                                                                                             | Stipulation(s)                                              | Temps |
| --- | --- | ----------------------------------------------------------- | ----- |
| 1P | Drew Gulak (c) bat Humberto Carrillo et Lince Dorado                                                 | Triple Threat match pour le WWE Cruiserweight Championship  | 10:05 |
| 2P | AJ Styles (c) bat Cedric Alexander                                                                   | Match simple pour le WWE United States Championship         | 4:55  |
| 3 | Dirty Dawgs (Dolph Ziggler et Robert Roode) battent Seth Rollins (c) et Braun Strowman (c)           | Tag Team match pour les WWE Raw Tag Team Championship       | 9:40  |
| 4 | Bayley (c) bat Charlotte Flair                                                                       | Match simple pour le WWE SmackDown Women's Championship     | 3:45  |
| 5 | The Revival (Dash Wilder et Scott Dawson) bat The New Day (Big E et Xavier Woods) (c) par soumission | Tag Team match pour les WWE SmackDown Tag Team Championship | 10:15 |
| 6 | Alexa Bliss (c) et Nikki Cross (c) battent Fire and Desire (Mandy Rose et Sonya Deville)             | Tag Team match pour les WWE Women's Tag Team Championship   | 10:35 |
| 7 | Shinsuke Nakamura (c) (avec Sami Zayn) bat The Miz                                                   | Match simple pour le WWE Intercontinental Championship      | 9:35  |
| 8 | Sasha Banks bat Becky Lynch (c) par disqualification                                                 | Match simple pour le WWE Raw Women's Championship           | 20:00 |
| 9 | Kofi Kingston (c) bat Randy Orton                                                                    | Match simple pour le WWE Championship                       | 20:50 |
| 10 | Erick Rowan (avec Luke Harper) bat Roman Reigns                                                      | No Disqualification match                                   | 17:25 |
| 11 | Seth Rollins (c) bat Braun Stowman                                                                   | Match simple pour le WWE Universal Championship             | 11:00 |
| La lettre C placée entre parenthèses désigne la personne ou l’équipe championne en titre. P – indique que le match a eu lieu lors du pré-show | |                                                             |       |